# 右所镇 (洱源县)
右所镇位于中国云南省大理州洱源县东南部，北距洱源县城茈碧湖镇18公里。东与鹤庆县西邑镇、黄坪镇相临，南与邓川镇、大理市上关镇接壤，西与凤羽镇相邻，北与茈碧湖镇、三营镇相接。镇政府驻右所村，位于洱源西湖以东约1公里处，海拔1,971米。全镇总面积302.43平方公里，2002年末全镇总人口为51,956人。

## 历史沿革
右所镇汉代属叶榆县，后为邓赕诏所占，南诏成立后置邓川睑，元初属大理上万户，至元十一年（公元1274年）改为邓川州，一直至清朝末。辛亥革命后，改为邓川县。中华人民共和国成立处设玉泉区、崇政区，1951年至1955年设邓川县，1958年与洱源县合并后成立邓川人民公社，1961年分出成立右所公社，1963年改为右所区，1970年恢复为右所公社，1984年又恢复为右所区，1988年成立右所乡，2000年8月撤乡设镇。

## 地理
右所镇所在的右所坝子四面环山，地势东、西、北三面高，东南部低。最高点海拔3255米，最低点1910米，坝区平均海拔1978米。境内有苴河、永安江、罗时江三条河流由北向南汇入洱海，属澜沧江流域洱海水系，洱海主要水源的流经区和产水区。属亚热带气候，全年分干、湿两季。年均气温15℃，年降水量700～800毫米。年平均湿度69%，年均蒸发量1405.7毫米。年均日照时数为2061至2440小时，平均日照率为56%。全年有霜期125天。

## 行政区划
右所镇下辖右所、三枚、梅和、中所、团结、西湖、幸福、温水、松曲、永安、陈官、焦石、腊坪、起胜共14个村委会，105个自然村。

## 人口民族
2002年末全镇总人口51,956人，其中农业人口占总人口的97%。有汉族、白族、回族、彝族4个世居民族，汉族有24,419人，占总人口的47%，白族有27,537人，占总人口的42%。

## 经济
经济以农牧业为主，近几年旅游业发展迅速，主要旅游景点有大理西湖，下山口度假村等。